# 徳倉建設
徳倉建設株式会社（とくらけんせつ、TOKURA CORPORATION） は、愛知県名古屋市中区に本社を置く中堅ゼネコンである。名古屋証券取引所メイン市場単独上場銘柄である。

## 沿革
- 1947年（昭和22年）4月21日 - 「宝土建株式会社」として設立[1]。
- 1949年（昭和24年）2月 - 「徳倉建設株式会社」に商号を変更[1]。
- 1962年（昭和37年）5月 - 名古屋証券取引所市場第二部に株式を上場[1]。
- 1963年（昭和38年）12月 - 本店を愛知県幡豆郡一色町（現・愛知県西尾市）より名古屋市に移転し、旧本店を一色支店（現・三河支店）に変更[3]。
- 2006年（平成18年）3月 - 坂田建設株式会社および同社の子会社である株式会社エス・アール・シーを連結子会社化[1]。
- 2017年（平成29年）4月5日 - 九州建設株式会社を連結子会社化[4]。

## 事業所
支店
- 東京支店、大阪支店、三河支店、九州支店、東北支店

事業所
- 千葉、横浜、浜松、北信越、岐阜、岡崎、豊田、新城、半田、三重、岡山、熊本、北九州

センター
- 半田工事センター（本店土木工事部）、名古屋工事センター、岡崎工事センター、半田工事センター

海外事務所
- グアテマラ、ペルー、ボリビア、ブラジル、インドネシア、タイ

## 関連会社
連結子会社
- 坂田建設株式会社
- 九州建設株式会社
- 中央地所株式会社
- セントラル工材株式会社
- 三徳物産株式会社
- リテック徳倉株式会社
- 中央管理株式会社
- 株式会社エス・アール・シー
- TOKURA (THAILAND) CO.,LTD.

持分法適用関連会社
- TOKURA DO BRAZIL CONSTRUTORA LTDA.
- PT.INDOTOKURA
- 東京中央管理株式会社